# 유럽개미자리
유럽개미자리는 유라시아 원산의 식물이며, 한국에서는 귀화식물로서 제주도와 지리산 등지에서 자라는 한해살이풀이다. 높이는 5~30cm정도이다.

## 특징
줄기는 여러 대가 땅을 기면서 방석 모양을 이루고 자라고 끝에서 위를 향해 자라며 전체에 샘털이 있다. 잎은 마주나게 달리고 선형이며 짧은 샘털이 있다. 5-8월에 가지 끝과 옆겨드랑이에서 분홍색 꽃이 핀다. 꽃잎은 꽆받침보다 짧다. 꽃잎수는 5개이며 꽃받침은 피침형이고 뒷면 주맥을 따라 샘털이 있다. 수술은 6-10개이고 암술머리는 3개로 갈라진다. 열매는 난형의 삭과이며 꽃받침과 같은 길이로 자라고 유두상의 돌기로 덮여 있다.

## 이름
유럽에서 들어온 개미자리 종류라는 뜻의 이름이다.